# Саратога (місто, Каліфорнія)
Саратога (англ. Saratoga) — місто (англ. city) в окрузі Санта-Клара, штат Каліфорнія, США. Межує з містами Купертіно та Сан-Хосе на півночі, з Кемпбелл та Лос-Гатос на сході, та з Монте-Серено на південному сході. Завдяки своєму розташувнню місто входить до Кремнієвої долини. Населення — 31 051 особа (2020).

## Географія
Саратога розташована за координатами 37°16′7″ пн. ш. 122°1′30″ зх. д. / 37.26861° пн. ш. 122.02500° зх. д. (37.268546, -122.025102). За даними Бюро перепису населення США в 2010 році місто мало площу 32,07 км², уся площа — суходіл.

## Демографія
Згідно з переписом 2010 року в місті мешкало 29 926 осіб у 10 734 домогосподарствах у складі 8714 родин. Густота населення становила 933 особи/км². Було 11123 помешкання (347/км²).
Расовий склад населення:
| - 53,9 % — білих - 41,4 % — азіатів - 0,3 % — чорних або афроамериканців - 0,1 % — вихідців з тихоокеанських островів - 0,1 % — корінних американців |

До двох чи більше рас належало 3,6 %. Частка іспаномовних становила 3,5 % від усіх жителів.
За віковим діапазоном населення розподілялося таким чином: 24,0 % — особи молодші 18 років, 55,7 % — особи у віці 18—64 років, 20,3 % — особи у віці 65 років та старші. Медіана віку мешканця становила 47,8 року. На 100 осіб жіночої статі у місті припадало 95,7 чоловіків;  на 100 жінок у віці від 18 років та старших — 92,6 чоловіків також старших 18 років.
Середній дохід на одне домашнє господарство  становив 219 795 доларів США (медіана — 169 189), а середній дохід на одну сім'ю — 246 142 долари (медіана — 200 677). Медіана доходів становила 154 611 долар для чоловіків та 112 997 доларів для жінок. За межею бідності перебувало 3,6 % осіб, у тому числі 3,6 % дітей у віці до 18 років та 4,2 % осіб у віці 65 років та старших.
Цивільне працевлаштоване населення становило 13 417 осіб. Основні галузі зайнятості: виробництво — 25,9 %, науковці, спеціалісти, менеджери — 23,2 %, освіта, охорона здоров'я та соціальна допомога — 18,3 %.

## Історія
Історія міста почалася з лісопилки, коли Вільям Кемпбелл (батько Бенджаміна Кемпбелл, засновника сусіднього поселення Кемпбелл), побудував лісопилку приблизно 4.0 км на південний схід від сьогоднішнього центру міста.

## Промисловість

### Найбільші роботодавці
Згідно щорічного звіту міста, станом на 30 червня 2013 року, найбільшими роботодавцями були:
| #  | Підприємство                  | Кількість робітників |
| -- | ----------------------------- | -------------------- |
| 1  | West Valley Community College | 765                  |
| 2  | Saratoga Retirement Community | 260                  |
| 3  | Saratoga High School          | 132                  |
| 4  | Sub-Acute Saratoga Hospital   | 120                  |
| 5  | Our Lady of Fatima            | 101                  |
| 6  | Prospect High School          | 100                  |
| 7  | Redwood Middle School         | 96                   |
| 8  | Gene's Fine Foods             | 80                   |
| 9  | Safeway                       | 65                   |
| 10 | Villa Montalvo                | 60                   |

## Міста-побратими
- Муко — з 1983 року.